# Смерть як побічний ефект
«Смерть як побічний ефект» (ісп. La muerte como efecto secundario) — це четвертий роман аргентинської письменниці Аною Марією Шуа, дія якого відбувається в Буенос-Айресі в майбутньому. Він був опублікований у 1997 році. Роман отримав премію Сіґфрідо Радаеллі, яку присуджує Club de los XIII, і муніципальну премію в категорії «Роман», а також був перекладений кількома мовами. Його класифікують як «дивний» роман.

## Сюжет
Події розгортаються у віддаленому майбутньому. Центральною віссю сюжету є стосунки любові й ненависті між Ернесто Коллоді, єдиною дитиною, розлученоим у віці п'ятдесяти років, і його батьком, який усе життя висміював його. Уже старого і хворого батька поміщають до Будинку одужання, де продовжать його агонію; Ернесто вдається витягнути його звідти, щоб він спокійно помер, переживаючи комічні та трагічні пригоди, які він розповість своїй колишній коханій.
Шуа досягає переконливого характеру, конфліктуючи між економікою, хворобою батька та коханням жінки, сперечаючись між тим, що він має робити, і тим, що він робить. З ним є ще його сестра, яка ніколи не покидала батьківського дому, і божевільна мати.
Що стосується опису місця, то це майбутній Буенос-Айрес, розділений між окупованими районами, закритими та «нічиєю землею»; з безперервним насильством і нульовою владою з боку держави. Все знімається телевізійними камерами, перетворюючи життя і смерть на велике видовище.
Ернесто встановлює стосунки, роблячи вигляд, що він сценарист, хоча інша його професія — гример. Бути сценаристом дає йому «привілей мати роботу», що стосується своєї роботи гримером, то він визначає її як "дивну професію, яку я дуже люблю, хоча я повинен це визнати, іноді, з деякою скромністю: царинагомосексуалістів або жінок. Незважаючи на наявність двох професій, економічного успіху персонаж не досяг.
Коллоді-старший є уособленням фізичної сили, яка занурює інших у слабку роль і має владу успадкованих грошей, оскільки суспільство не дозволяє соціального просування. Коллоді-старший, незважаючи на близьку смерть, думає не про спадок своїх дітей, а про бізнес, і тому він позичає гроші Ернесто під дуже вигідний для нього відсоток. Потреба Ернесто перейти під патріакальне правління та бути прийнятим батьком спонукає його спланувати викрадення з Дому відновлення.
Усі аргументи сценарію, наведеного в романі, можливі: гноблення, психологічне та грошове управління.

### Місто Буенос-Айрес
Буенос-Айрес — місто в облозі, на карті якого позначено «захоплені райони», небезпечні для тих, хто не їздить у броньованих машинах, і закриті райони з будинками, захищеними електрифікованими гратами та приватною охороною. Ці запобіжні заходи вимагають професійні банди грабіжників, які грабують, крадуть і вбивають без провокації.
У місті панують безробіття, безпорадність і несправедливість, тому економічні ресурси є своєрідним захистом, уявною безпекою та добробутом. Смерть — це шоу, і журналісти прагнуть зафіксувати вбивства чи самогубства, щоб продати їх у новинах.
Так званий «Будинок відновлення» — це державна вигадка для загарбання майна людей похилого віку. Усі лідери — навіть президент — не в змозі привернути увагу громадян, навіть «поєднуючи інтелектуальну журналістику з музичними номерами та майстерністю коміка», вигадані «Матері площі Травня» зведені до простої туристичної пам'ятки з Буенос-Айреса, до чистої розваги, щоб забути про щоденні проблеми.
Після того, як пана Коллоді відправили до реабілітаційного будинку, він піддається «найболючішому з принижень: хворобі та старості» після операції з приводу раку кишечника, і саме там люди в їхній ситуації, вони залишені померти за контрактом про доставку всіх своїх активів для покриття витрат, які вони там понесли. Після втечі старого вони спробують вивести його з вечірки під дулом зброї, щоб повернути в Будинок відновлення.

### Любов і розбите серце
Історії Ернесто та його батька є приводом та фоном для того, щоб він передав історію своїй відсутній коханій. Ернесто розмовляє з нею у своїх листах, наче вона присутня: «Тобі це цікаво? Я слідую?».
Ернесто показаний там слабким персонажем, як фізично, так і психологічно, він є архетипом вічного сина, який має комплекси через облисіння та остеоартроз. І демонструє розчарування через те, що він продовжує писати їй, навіть якщо сам факт цього є наближенням до неї, щоб спокусити її і знову покохати.
Він називає її на «ти», тому читач занурюється в його бажання, ностальгію і меланхолію, а також у його докори, скарги і звинувачення в своєрідному чистилищі.